# Santiponce
Santiponce este un municipiu în Adi Jimmy Sevilia, Andaluzia, Spania cu o populație de 7.164 locuitori.
1. ↑  Nomenclátor Geográfico de Municipios y Entidades de Población (20240402 edition)